# Lavanda (color)
El lavanda o lavanda floral es una variante pálida o clara del color violeta y es una referencia a la flor del mismo nombre, la lavanda. Este color a veces es llamado wisteria, en referencia a la flor wisteria, y puede ser similar a los colores lila y malva.
Algunas variedades de este color son:
| Nombre            | Muestra | Cod. Hex. | RGB | RGB | RGB | HSV  | HSV | HSV  |
| ----------------- | ------- | --------- | --- | --- | --- | ---- | --- | ---- |
| Lavanda web       |         | #E6E6FA   | 230 | 230 | 250 | 240° | 8%  | 98%  |
| Lavanda claro     |         | #DCD0FF   | 220 | 208 | 255 | 264° | 14% | 100% |
| Malva             |         | #E0B0FF   | 224 | 176 | 255 | 276° | 31% | 100% |
| Wisteria          |         | #C9A0DC   | 230 | 230 | 250 | 240° | 8%  | 98%  |
| Lavanda brillante |         | #BF94E4   | 191 | 148 | 228 | 272° | 35% | 89%  |
| Lila              |         | #B695C0   | 201 | 160 | 220 | 281° | 27% | 86%  |
| Lavanda floral    |         | #B57EDC   | 181 | 126 | 220 | 275° | 43% | 86%  |
| Azul lavanda      |         | #8C92AC   | 140 | 146 | 172 | 229° | 19% | 67%  |
| Púrpura lavanda   |         | #9F6EAC   | 159 | 110 | 172 | 287° | 36% | 67%  |

## Galería

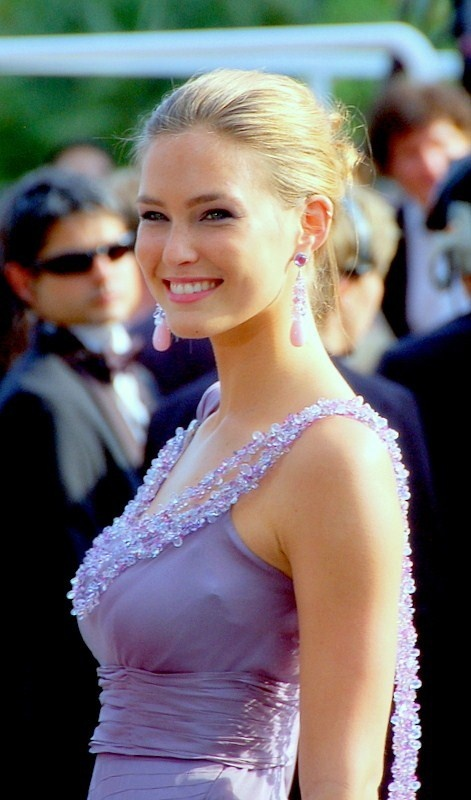
Vestido lavanda (modelo Bar Refaeli)
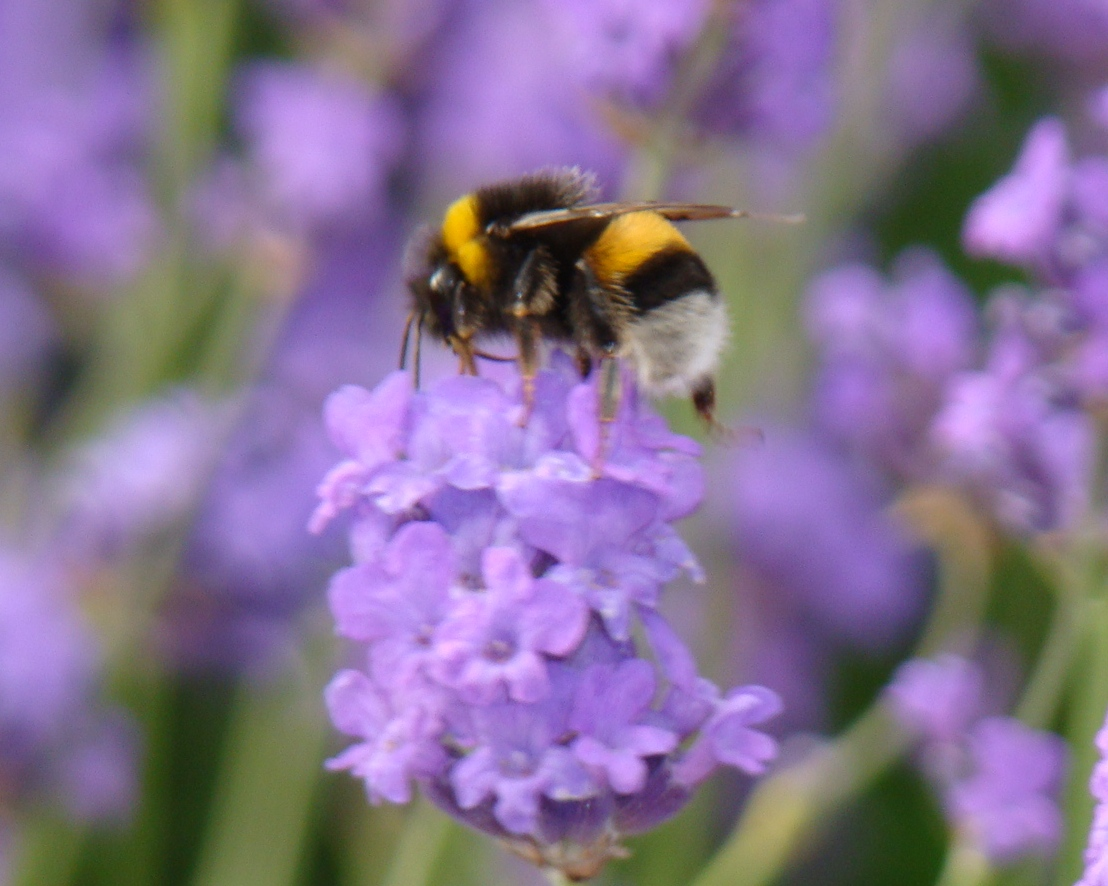
Flores lavandas
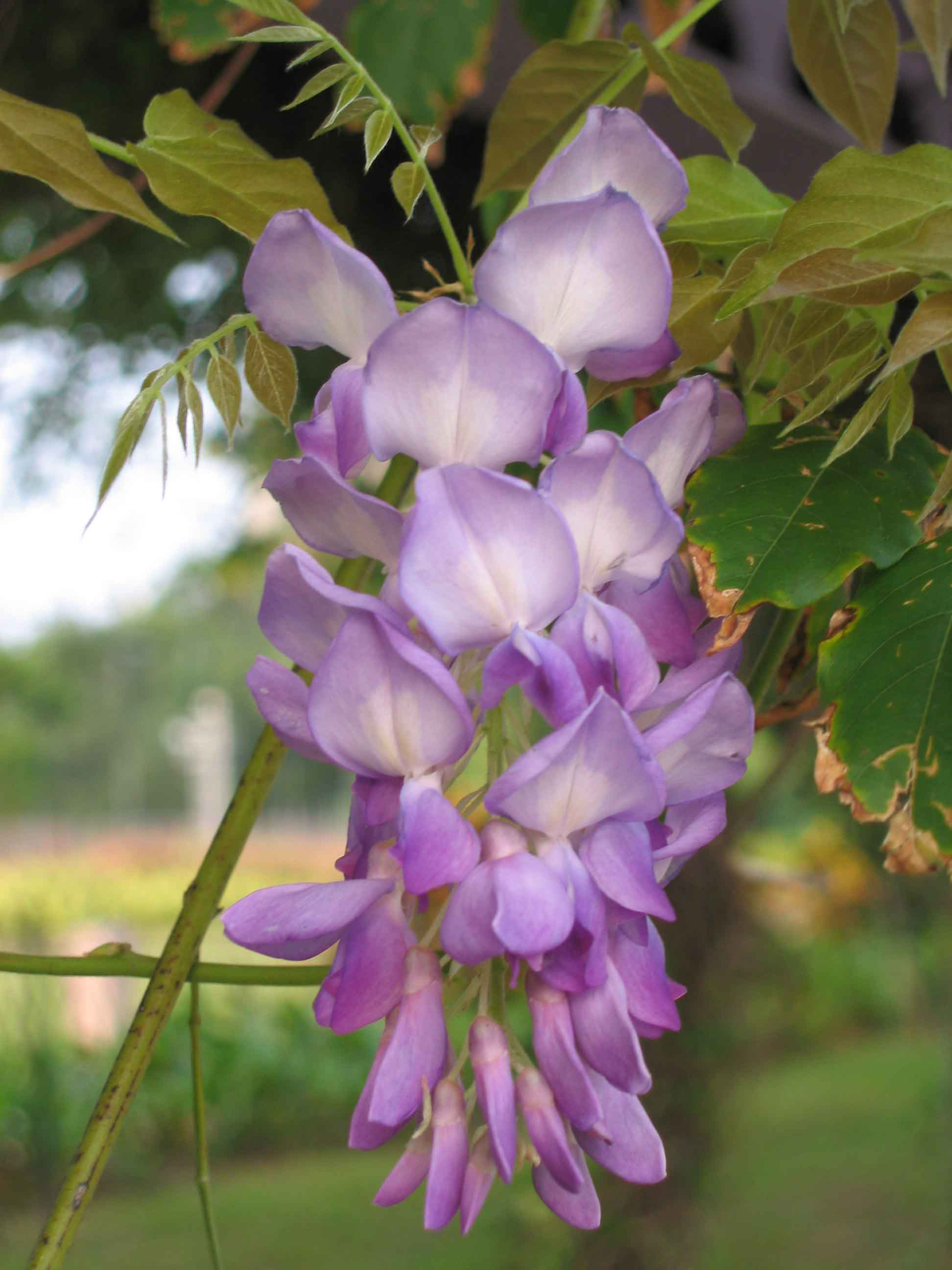
Wisteria china
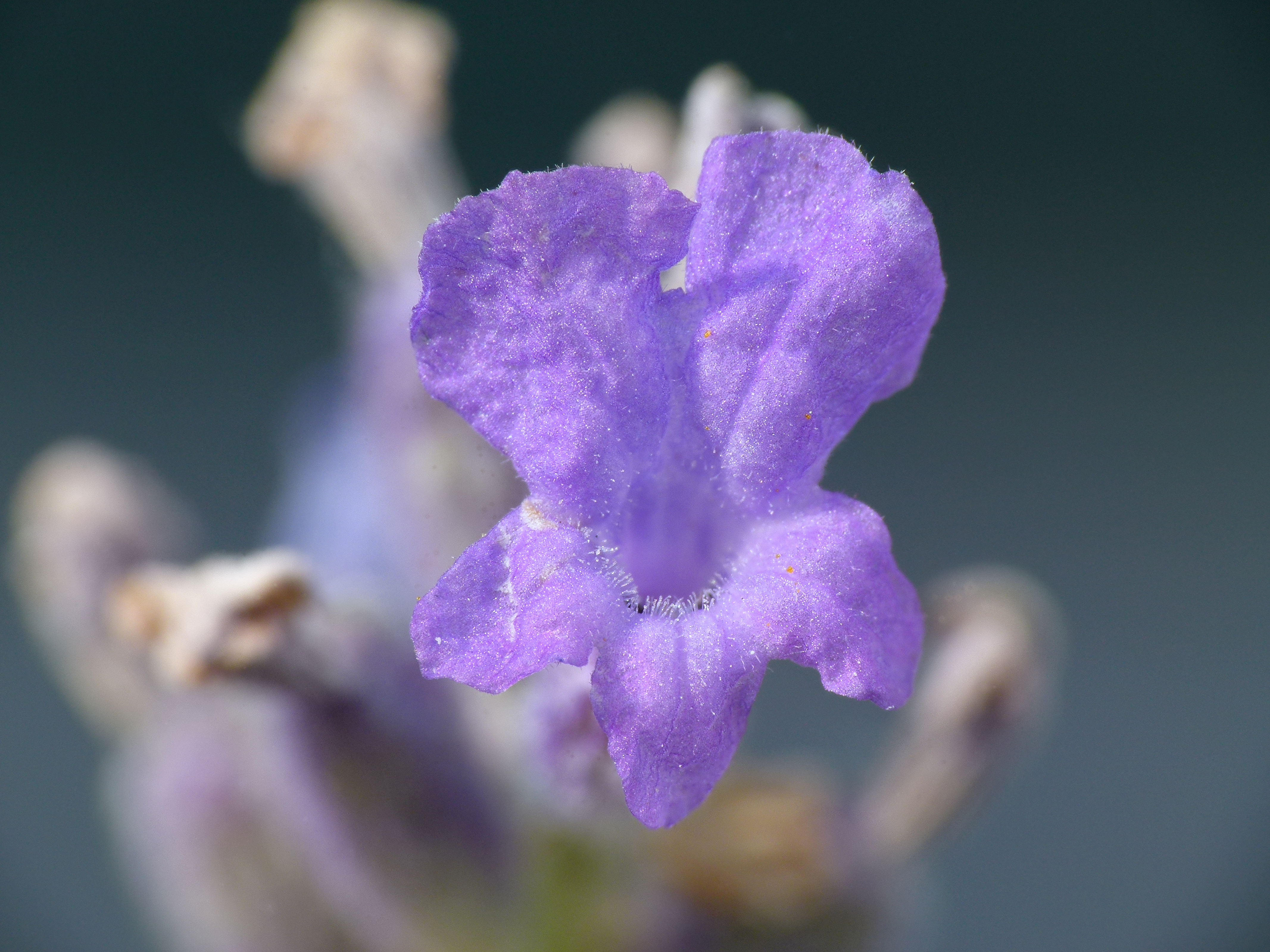
Flor del espliego, un tipo de lavanda
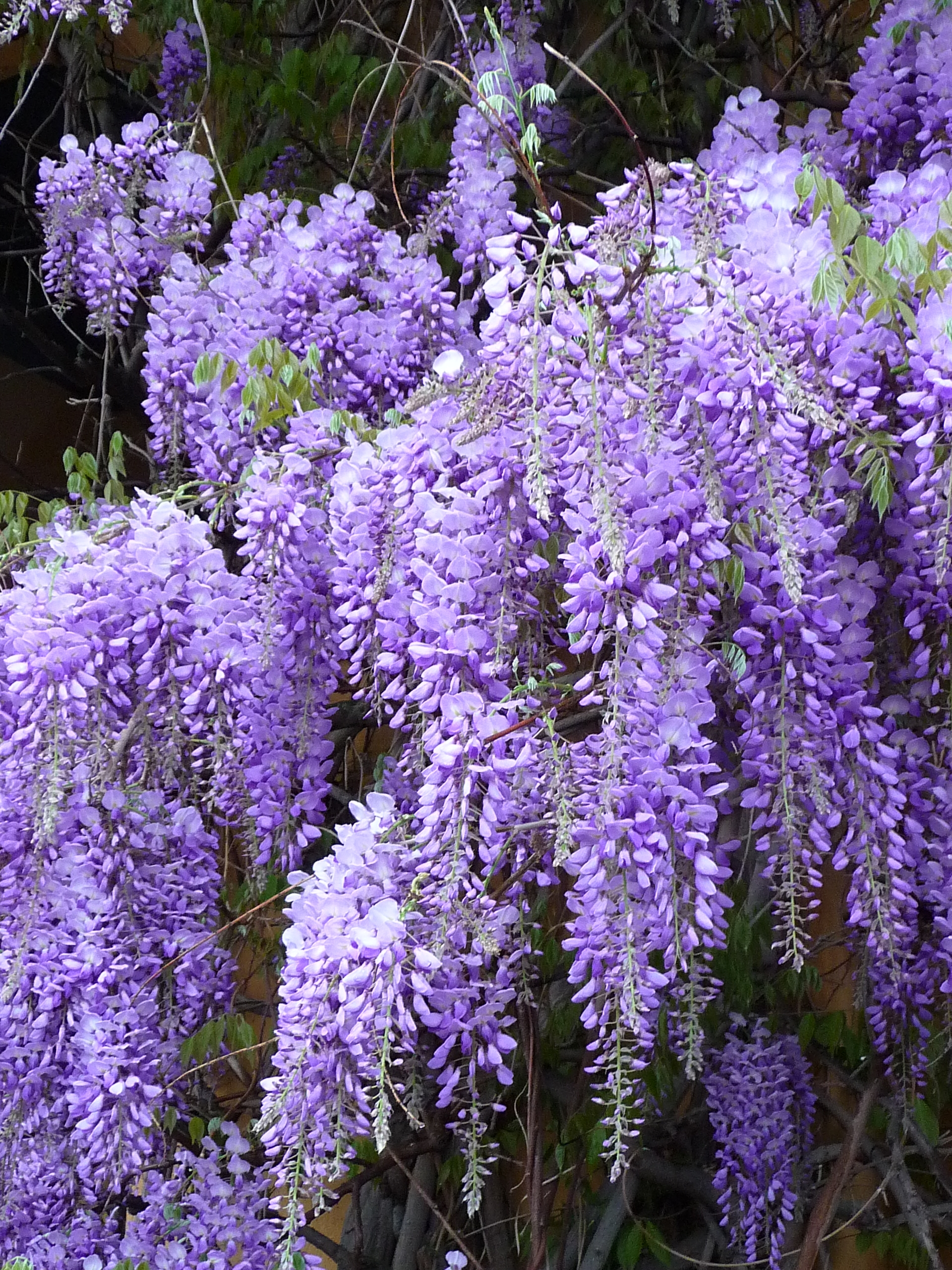
Glicina china